# Piz Vial
Piz Vial – szczyt w Alpach Lepontyńskich, części Alp Zachodnich. Leży w Szwajcarii w kantonie Gryzonia, blisko granicy z Włochami. Należy do podgrupy Alpy Adula. Można go zdobyć ze schroniska Terri Hütte (2170 m), Scaletta Hütte (2205 m) lub Capanna Motterascio (2193 m).